# Saša Cilinšek
Saša Cilinšek (ur. 28 stycznia 1982 w Nowym Sadzie) – serbski piłkarz występujący na pozycji obrońcy.

## Kariera klubowa
Profesjonalną karierę zaczynał w ojczystym kraju w Vojvodinie Nowy Sad. Później grał w Polsce w Dyskobolii Grodzisk Wielkopolski. W polskiej Ekstraklasie zadebiutował 9 kwietnia 2005 w meczu z Pogonią Szczecin, w 36. minucie dostał czerwoną kartkę. Później reprezentował barwy Tawrii Symferopol i FK Ventspils. W sezonie 2009/2010 grał w FK Jagodina, a latem 2010 podpisał kontrakt z beniaminkiem francuskiej Ligue 2 Evian Thonon Gaillard FC.
| Sezon   | Klub         | Kraj                | Rozgrywki    | Mecze | Bramki | Rozgrywki Europy   | Mecze | Bramki |
| ------- | ------------ | ------------------- | ------------ | ----- | ------ | ------------------ | ----- | ------ |
| 1999/05 | FK Vojvodina | Serbia i Czarnogóra | Super liga   | 113   | 6      | –                  | –     | –      |
| 2004/05 | Dyskobolia   | Polska              | Ekstraklasa  | 5     | 0      | –                  | –     | –      |
| 2005/06 | Tawrija      | Ukraina             | Premier-liha | 4     | 0      | –                  | –     | –      |
| 2006/07 | Tawrija      | Ukraina             | Premier-liha | 6     | 0      | –                  | –     | –      |
| 2007    | FK Ventspils | Łotwa               | Virslīga     | 3     | 0      | –                  | –     | –      |
| 2008    | FK Ventspils | Łotwa               | Virslīga     | 30    | 2      | –                  | –     | –      |
| 2009    | FK Ventspils | Łotwa               | Virslīga     | 10    | 0      | –                  | –     | –      |
| 2009/10 | FK Jagodina  | Serbia i Czarnogóra | Super liga   | 25    | 3      | Liga Mistrzów UEFA | 1     | 0      |
| 2010/11 | Evian TG     | Francja             | ligue 1      | 2     | 0      | –                  | –     | –      |
| 2011/12 | Evian TG     | Francja             | Ligue 1      | 0     | 0      | –                  | –     | –      |
| 2012/13 | Evian TG     | Francja             | Ligue 1      | –     | –      | –                  | –     | –      |

Stan na: 4 czerwca 2012 r.